# 何丕洁
何丕洁（1948年2月—），男，汉族，云南禄丰人，中华人民共和国政治人物，中国国民党革命委员会中央委员会专职副主席，第十一届全国政协委员。

## 生平
2008年，当选第十一届全国政协常务委员，代表中国国民党革命委员会，分入第四组。。2009年8月，中华职业教育社第十次全国代表大会召开，他出任中华职业教育社第十届理事会副理事长。